# Nevelon d’Arras
Nevelon d’Arras (auch  Nivelon, bl. im ersten Quartal des 13. Jahrhunderts) war ein französischer Adliger, Militär und Marschall.

## Leben
Es ist nicht bekannt, zu welcher Familie Nevelon d’Arras gehörte und ob er Nachkommen hatte.
Von Februar 1200/01 bis September 1222 ist er als königlicher Marschall, Bailli von Arras bzw. Seigneur de Lihons bezeugt („Nevelo, domini regis marescallus, baillivus Attrebatentis“ und „Domini Neveloni de Lihon, marescallo domini regis Francie“). Ein Vorgänger ist nicht bekannt, sein Nachfolger als Bailli war ab 1223 Adam de Milly.
1202 ist er als Marschall von Frankreich bezeugt und war wohl der Nachfolger von Guillaume de Bournel. Eine gleiche Erwähnung von 1217 hingegen scheint ein Irrtum zu sein, da in der Zwischenzeit bereits Henri I. Clément etwa 10 Jahre lang Marschall gewesen war.
Am 27. Juli 1214 fand 50 Kilometer von Arras entfernt die Schlacht bei Bouvines statt; eine Teilnahme Nevelons ist nicht bezeugt, kann aber angenommen werden, da das französische Fußvolk sich aus den Milizen von 16 Kommunen der Picardie und des Laonnois zusammensetzte, darunter auch Arras.